# Amy Tinkler

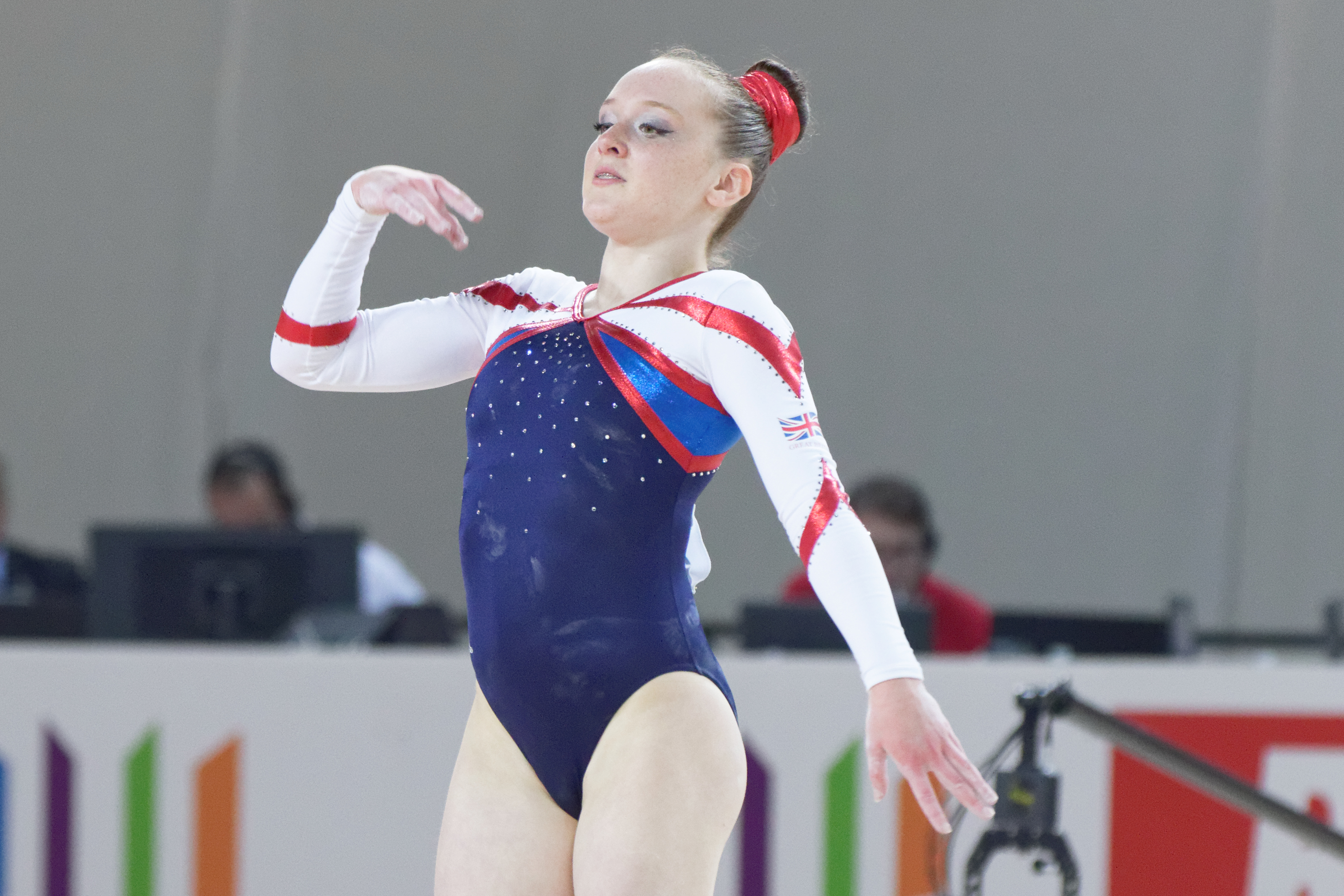
Amy Tinkler (2015)

Amy Tinkler, född 27 oktober 1999 i Durham, är en brittisk gymnast, inom artistisk gymnastik. Hon vann bronsmedalj i det fristående programmet vid Sommar-OS 2016 i Rio de Janeiro.